# Rollinia emarginata
Rollinia emarginata é uma árvore brasileira, de frutos comestíveis, nativa das restingas do sul do país.
Caducifólia, com 3 m de altura, cujos frutos amarelos amadurecem entre novembro e janeiro.
Nomes populares: araticum-mirim, araticum-da-praia